# Trylogia Illuminatus!
Trylogia Illuminatus! (tytuł oryginalny The Illuminatus! Trilogy) – trzyczęściowa powieść napisana przez Roberta Shea i Roberta Antona Wilsona w latach 1969–1971. Trylogia jest satyryczną, postmodernistyczną powieścią przygodową z elementami fantastyki.
Pierwotnie wydana w trzech częściach: Oko w Piramidzie, Złote Jabłko i Lewiatan w 1975 roku w USA, a następnie w 1984 roku w jednym tomie. W Polsce wydana przez wydawnictwo Rebis.

## Fabuła
Powieść zaczyna się dochodzeniem dwóch nowojorskich detektywów (Saul Goodman i Barney Muldoon) w sprawie wybuchu bomby w redakcji magazynu Konfrontacja i zniknięcia jednego z redaktorów, Joego Malika. Odkrywając badania prowadzone przez Malika, detektywi wplątują się w sieć teorii spiskowych. W tym samym czasie inny redaktor magazynu, George Dorn, trafia do aresztu w Mad Dog (Teksas) za posiadanie narkotyków. Więzienie zostaje zbombardowane, a on sam wpada w ręce dyskordian, dowodzonych przez enigmatycznego Hagbarda Celine, kapitana złotej łodzi podwodnej. Hagbard reprezentuje dyskordian w wiecznej walce z Iluminatami Bawarskimi, organizacji która potajemnie rządzi światem.